# Antonio María Fabié Gutiérrez de la Rasilla
Antonio María Fabié Gutiérrez de la Rasilla (Sevilla, 1872 - ?) Fou un polític i advocat espanyol, fill del ministre Antonio María Fabié Escudero.

## Biografia
Es llicencià en filosofia i lletres i en dret. Milità en el sector partidari de Francisco Silvela del Partit Conservador, i en fou elegit diputat pel districte de Nules a les eleccions generals espanyoles de 1899 i les de 1914. A les eleccions de 1910 es presentà pel districte de Vinaròs, però fou derrotat.
El 1914 fou nomenat Inspector General d'Instrucció Pública i el 1916 es va adscriure al sector d'Eduardo Dato e Iradier, de manera que fou nomenat senador per Castelló de 1918 a 1922. De 1919 a 1922 també fou Inspector General d'Ensenyament Primari i Cap del Cos Facultatiu d'Arxivers, Bibliotecaris i Arqueòlegs. El 1923, un cop proclamada la dictadura de Primo de Rivera, es va adscriure al grup de José Sánchez Guerra y Martínez.